# Sjas (rivier)
De Sjas (Russisch: Сясь; Fins: Sääsjoki) is een Russische rivier die ontspringt op de Waldajhoogte in de oblast Novgorod en uitmondt in het Ladogameer in de oblast Leningrad, niet ver van Sjasstroj.
De lengte bedraagt 260 kilometer, het gemiddelde debiet is 53 m³ en het stroomgebied 7330 km². De grootste zijrivier is de Tichvinka. De Sjas vriest elk jaar in november-december dicht en ontdooit vervolgens weer in april.
Aan het einde van de Grote Volksverhuizing en het begin van de vroege Vikingtijd deed de Sjas dienst als vaarroute. In de 10e eeuw kwam hier echter een einde aan. Wegens de vele stroomversnellingen is de Sjas nooit een belangrijke route geworden.